# Associazione Calcio Femminile Real Torino 1968
Questa voce raccoglie le informazioni riguardanti l'Associazione Calcio Femminile Real Torino nelle competizioni ufficiali della stagione 1968.

## Rosa
Tratta da vari quotidiani e giornali sportivi italiani.
| N. |                   | Ruolo | Calciatrice          |
| -- | ----------------- | ----- | -------------------- |
| 11 | Italia (bandiera) | A     | Valeria Abate        |
| 1  | Italia (bandiera) | P     | Giovanna Amari       |
| 10 | Italia (bandiera) | A     | Graziella Bertolo    |
| 7  | Italia (bandiera) | A     | Maria Bertotto       |
| 5  | Italia (bandiera) | C     | Anna Branca (libero) |
| 2  | Italia (bandiera) | D     | Ester Casotto        |
| 8  | Italia (bandiera) | A     | Silvana Cittadino    |
| 7  | Italia (bandiera) | A     | Lucia Daga           |
| 6  | Italia (bandiera) | c     | Rosanna Finotti      |

| N. |                   | Ruolo | Calciatrice        |
| -- | ----------------- | ----- | ------------------ |
| 6  | Italia (bandiera) | C     | Giuseppina Germena |
| 2  | Italia (bandiera) | D     | Grisorio           |
|    | Italia (bandiera) | C     | Losito             |
|    | Italia (bandiera) | C     | Pipitone           |
| 6  | Italia (bandiera) | C     | Daniela Remoto     |
| 3  | Italia (bandiera) | D     | Marisa Rossero     |
| 9  | Italia (bandiera) | A     | Carmen Rossetto    |
| 4  | Italia (bandiera) | C     | Franca Zaramella   |

## Risultati

### Serie A

#### Girone di andata
| Arbitro: | Fassone (Genova) |

|             |           |            |
| Bertolo 56’ | Marcatori | 60’ Ciceri |

| Arbitro: | Urigutti (Firenze) |

|             |           |                              |
| Revello 16’ | Marcatori | 4’, 49’ Rossetto 31’ Germena |

| 7 luglio 1968 3ª giornata |  | – Riposa |  |  |

| Arbitro: | Cioncolini (Genova) |

|                   |           | |
| Lombardi (II) 32’ | Marcatori | 2’ Bertotto 8’, 15’, 31’, 37’, 49’ Cittadino 12’, 52’ Abate 13’ Bertolo 33’, 34’, 57’ Rossetto 65’ Germena |

| Arbitro: | Bianchini (Firenze) |

|                                |           |               |
| Bertolo 16’ Cittadino 25’, 27’ | Marcatori | 53’ Meles (I) |

#### Girone di ritorno
| Arbitro: | Urigutti (Firenze) |

|  |           |                      |
|  | Marcatori | 4’ Abate 68’ Rossero |

| Torino 7 settembre 1968, ore 21:15 7ª giornata | Real Torino       | 0 – 0 referto | Genova | Parco Ruffini (1 000 spett.)\| Arbitro: \| Spicchi (Firenze) \| |
| Arbitro:                                       | Spicchi (Firenze) |               |        |                                                                 |

| 15 settembre 1968 8ª giornata |  | – Riposa |  |  |

| Arbitro: | Urigutti (Firenze) |

|                                                             |           |  |
| Cittadino 4’, 13’, 16’, 31’ Rossetto 17’ Daga 19’, 28’, 50’ | Marcatori |  |

| Arbitro: | Giugni (Firenze) |

|            |           |                                 |
| Ferrara 5’ | Marcatori | 18’, 60’ Cittadino 35’ Rossetto |

### Semifinali
| Arbitro: | Spicchi (Firenze) |

|                              |           |               |
| Medri 3’, 57’ De Grandis 54’ | Marcatori | 32’ Cittadino |

| Arbitro: | Mazzanti (Firenze) |

|               |           |           |
| Cittadino 16’ | Marcatori | 67’ Medri |

## Statistiche

### Statistiche di squadra
| Competizione | Punti | In casa | In casa | In casa | In casa | In casa | In casa | In trasferta | In trasferta | In trasferta | In trasferta | In trasferta | In trasferta | Totale | Totale | Totale | Totale | Totale | Totale | DR  |
| Competizione | Punti | G       | V       | N       | P       | Gf      | Gs      | G            | V            | N            | P            | Gf           | Gs           | G      | V      | N      | P      | Gf     | Gs     | DR  |
| ------------ | ----- | ------- | ------- | ------- | ------- | ------- | ------- | ------------ | ------------ | ------------ | ------------ | ------------ | ------------ | ------ | ------ | ------ | ------ | ------ | ------ | --- |
| Serie A FICF | 14    | 4       | 2       | 2       | 0       | 12      | 2       | 4            | 4            | 0            | 0            | 21           | 3            | 8      | 6      | 2      | 0      | 33     | 5      | +28 |
| Semifinali   |       | 1       | 0       | 1       | 0       | 1       | 1       | 1            | 0            | 0            | 1            | 1            | 3            | 2      | 0      | 1      | 1      | 2      | 4      | -2  |
| Totale       | 14    | 5       | 2       | 3       | 0       | 13      | 3       | 5            | 4            | 0            | 1            | 22           | 6            | 10     | 6      | 3      | 1      | 35     | 9      | +26 |

### Statistiche dei giocatori
Fonte:
| Giocatore    | Serie A  | Serie A | Serie A     | Serie A    | Semifinali | Semifinali | Semifinali  | Semifinali | Totale   | Totale | Totale      | Totale     |
| Giocatore    | Presenze | Reti    | Ammonizioni | Espulsioni | Presenze   | Reti       | Ammonizioni | Espulsioni | Presenze | Reti   | Ammonizioni | Espulsioni |
| ------------ | -------- | ------- | ----------- | ---------- | ---------- | ---------- | ----------- | ---------- | -------- | ------ | ----------- | ---------- |
| V. Abate     | 7        | 3       | ?           | ?          | 2          | 0          | ?           | ?          | 9        | 3      | ?           | ?          |
| G. Amari     | 8        | -5      | ?           | ?          | 2          | -4         | ?           | ?          | 10       | -9     | ?           | ?          |
| G. Bertolo   | 8        | 3       | ?           | ?          | 2          | 0          | ?           | ?          | 10       | 3      | ?           | ?          |
| M. Bertotto  | 4        | 1       | ?           | ?          | 0          | 0          | ?           | ?          | 4        | 1      | ?           | ?          |
| A. Branca    | 8        | 0       | ?           | ?          | 2          | 0          | ?           | ?          | 10       | 0      | ?           | ?          |
| E. Casotto   | 6        | 0       | ?           | ?          | 2          | 0          | ?           | ?          | 8        | 0      | ?           | ?          |
| S. Cittadino | 8        | 13      | ?           | ?          | 2          | 2          | ?           | ?          | 10       | 15     | ?           | ?          |
| L. Daga      | 4        | 3       | ?           | ?          | 2          | 0          | ?           | ?          | 6        | 3      | ?           | ?          |
| R. Finotti   | 0        | 0       | ?           | ?          | 2          | 0          | ?           | ?          | 2        | 0      | ?           | ?          |
| G. Germena   | 3        | 2       | ?           | ?          | 1          | 0          | ?           | ?          | 4        | 2      | ?           | ?          |
| ?. Grisorio  | 3        | 0       | ?           | ?          | 0          | 0          | ?           | ?          | 3        | 0      | ?           | ?          |
| ?. Losito    | 1        | 0       | ?           | ?          | 1          | 0          | ?           | ?          | 2        | 0      | ?           | ?          |
| ?. Pipitone  | 1        | 0       | ?           | ?          | 0          | 0          | ?           | ?          | 1        | 0      | ?           | ?          |
| D. Remoto    | 8        | 0       | ?           | ?          | 1          | 0          | ?           | ?          | 9        | 0      | ?           | ?          |
| M. Rossero   | 8        | 1       | ?           | ?          | 2          | 0          | ?           | ?          | 10       | 1      | ?           | ?          |
| C. Rossetto  | 8        | 7       | ?           | ?          | 2          | 0          | ?           | ?          | 10       | 7      | ?           | ?          |
| F. Zaramella | 8        | 0       | ?           | ?          | 2          | 0          | ?           | ?          | 10       | 0      | ?           | ?          |

### Maglie e presenze in campionato
| Serie A   | 1ª  | 2ª  | 4ª   | 5ª  | 6ª  | 7ª  | 9ª  | 10ª | S1  | S2  |
| Risultati | 1-1 | 3-1 | 13-1 | 3-1 | 2-0 | 0-0 | 8-0 | 3-1 | 1-3 | 1-1 |
| --------- | --- | --- | ---- | --- | --- | --- | --- | --- | --- | --- |
| Amari     | 1   | 1   | 1    | 1   | 1   | 1   | 1   | 1   | 1   | 1   |
| Grisorio  | 2   |     |      | 13  |     |     |     | 3-  |     |     |
| Rossero   | 3   | 3   | 3    | 2   | 3   | 3   | 2   | 2   | 2   | 2   |
| Branca    | 4   | 4   | 4    | 4   | 4   | 4   | 4   | 4   | 4   | 4   |
| Zaramella | 5   | 5   | 5    | 5   | 5   | 5   | 5   | 5   | 5   | 5   |
| Remoto    | 6   | 6   | 6    | 6   | 6   | 6   | 6-  | 6   | 6-  |     |
| Bertotto  | 7   | 7   | 7-   | 7   |     |     |     |     |     |     |
| Cittadino | 8   | 8   | 8    | 8   | 8   | 8   | 8   | 8   | 8   | 8-  |
| Rossetto  | 9   | 9   | 9    | 9   | 9   | 9   | 9   | 9   | 9   | 9   |
| Bertolo   | 10  | 10  | 10   | 10  | 10  | 10  | 10  | 10  | 10  | 10  |
| Abate     | 11- |     | 11-  | 11  | 11  | 11  | 11  | 11  | 11  | 11  |
| Daga      | 13  |     |      |     | 7   | 7   | 7   | 7   | 7   | 7   |
| Casotto   |     | 2   | 2    | 3-  | 2   | 2   | 3   |     | 3-  | 3   |
| Germena   |     | 11  | 14   |     |     |     | 13  |     |     | 14  |
| Pipitone  |     |     | 13   |     |     |     |     |     |     |     |
| Losito    |     |     |      |     |     |     |     | 13  |     | 13  |
| Finotti   |     |     |      |     |     |     |     |     | 13  | 6-  |

Nota bene:
- Il meno dopo il numero di maglia significa uscito.
- Si potevano fare solo 2 sostituzioni.
- 12 = ingresso del portiere.
- 13 = primo calciatore di riserva entrato.
- 14 = secondo calciatore di riserva entrato.

### Libri
- Bruno Migliardi, Storia del calcio femminile (1968-1973), Roma, Stab. Tipolitografico Edigraf, 1974,  pp. 46-55, dove ha pubblicato la classifica e il calendario con tutti i risultati del solo campionato F.I.C.F..
- Luca Barboni e Gabriele Cecchi, Annuario del calcio femminile 1999-2000, Fornacette (PI), Mariposa Editrice S.r.l., novembre 1999,  p. 47, la classifica della Serie A 1971.
- Salvatore Lo Presti, Almanacco del calcio mondiale '88-'89, Torino, S.E.T., 1988,  p. 263, classifica finale della stagione 1968.

### Giornali
- La Gazzetta dello sport, Milano, quotidiano microfilmato conservato a Milano, Mediateca Santa Teresa (per conto della Biblioteca Nazionale Braidense) e presso la Biblioteca comunale centrale di Milano.
- Il Corriere dello Sport, Roma, quotidiano microfilmato conservato nella Biblioteca Nazionale Centrale di Firenze e presso Biblioteca del C.O.N.I. di Roma.
- Tuttosport, Torino, quotidiano microfilmato conservato nella Biblioteca Nazionale Centrale di Firenze.
- Stadio, Bologna, quotidiano microfilmato conservato nella Biblioteca Nazionale Centrale di Firenze.
- Libertà, Piacenza, quotidiano di Piacenza, consultato presso la Biblioteca Passerini Landi di Piacenza.